# Жёлтая остроносая акула
Жёлтая остроно́сая аку́ла (лат. Scoliodon laticaudus) — единственный известный вид рода Scoliodon из семейства серых акул (Carcharhinidae) отряда кархаринообразных (Carcharhiniformes).
Распространена в тропических водах Индийского и западной части Тихого океана, где на мелководье образует большие стаи. Акула небольшого размера, длиной около 74 см. Англоязычное название этой акулы (англ. Spandenose shark) (досл. «лопатоносая акула») отражает форму уплощенного треугольного рыла. Она охотится на небольших костистых рыб и беспозвоночных. Это живородящая акула. Самки приносят потомство круглый год. В помёте от 6 до 18 акулят. Беременность длится 5—6 месяцев.
Жёлтая остроносая акула не опасна для человека и является объектом кустарного и промышленного рыболовства ради мяса и плавников. Многочисленность делает эту акулу важным объектом рыболовного промысла в Южной и Юго-Восточной Азии.
Международный союз охраны природы оценил статус охраны этого вида, как «близкий к уязвимому положению» (NT).

## Таксономия и филогения
Первое научное описание жёлтой остроносой акулы было опубликовано в 1838 году немецкими биологами Иоганном Петером Мюллером и Фридрихом Густавом Якобом Генле в их Systematische Beschreibung der Plagiostomen. Типовой экземпляр вида представлял собой чучело длиной 42 см, хранившееся в зоологическом музее Берлина. Родовое название Scoliodon происходит от греческих слов др.-греч. σκουλήκι — червь и ὀδούς — зуб. Видовой эпитет laticaudus происходит от латинских слов лат. lata — широкий и cauda — хвост.
Филогенетический анализ, основанный на морфологических и молекулярно-генетических данных указывает на то, что жёлтая остроносая акула является одним из самых базальных членов своего семейства, наряду с родственными родами Rhizoprionodon и Galeocerdo. Кроме того, на основании анатомического сходства можно предположить, что этот вид является ближайшим современным родственником акулы-молот, которая отделилась от других кархаринообразных не позже среднего эоцена (48,6—37,2 млн лет назад).

## Ареал
Обитает в западной части Индийского и Тихого океанов у берегов Бангладеш, Брунея, Камбоджи, Китая, Индии, Индонезии, Японии, Макао, Малайзии, Мьянмы, Омана, Пакистана, Филиппин, Сингапура, Сомали, Шри-Ланки, Тайваня, Таиланда и Вьетнама. Как правило, держится недалеко от берега на глубине 10—13 м, часто вблизи скалистого дна. Встречается также в низовьях рек Малайзии, Суматры и Борнео, поскольку, подобно тупорылой акуле, терпимо относится к воде пониженной солёности.

## Описание
Тело вытянутое, голова широкая, с уплощённым рылом. Глаза и ноздри маленькие. Углы рта расположены позади глаз, по углам пролегают слаборазвитые борозды. На челюстях 25—33 верхних и 24—34 нижних зубных рядов, у каждого зуба имеется узкое остриё без зазубрин. Первый спинной плавник расположен ближе к брюшным, чем к грудным плавникам. Грудные плавники короткие и широкие. Второй спинной плавник гораздо меньше анального плавника. Гребень между первым и вторым спинными плавниками отсутствует.
Окраска бронзово-серого цвета, брюхо белое. Плавники окрашены равномерно, но могут быть темнее тела. Максимальная зафиксированная длина составляет 74 см, хотя есть неподтверждённые данные о существовании особей размером 1,2 м.

## Биология и экология
Во многих областях эти акулы встречаются в больших количествах и образуют многочисленные стаи. Питаются в основном небольшими костистыми рыбами, в том числе анчоусами, бычками и бомбилями. Креветки, крабы, кальмары и ракообразные также иногда входят в её рацион.
Жёлтая остроносая акула является живородящей и обладает одной из самых развитых форм плацентарного живорождения среди рыб, если судить по сложности плацентарного соединения с эмбрионом и разнице в весе между яйцом и новорожденной акулой. Яйца после овуляции имеют размер 1 мм в диаметре, в то время как развитый эмбрион становится зависимым от матери, достигнув длины всего 3 мм. Своеобразная плацента, образованная из желточного мешка, имеет необычную колоннообразную структуру и покрыта огромным количеством длинных придатков, поддерживающих капиллярную сеть, которая обеспечивает большую площадь для газообмена. Плацентарная ткань контактирует с стенкой матки, образуя уникальную структуру — «трофонемную манжетку» (англ. "trophonematal cup"), состоящую из особых придатков-трофонем, через которые питательные вещества с кровью матери поступают в кровь зародыша.
Самки жёлтой остроносой акулы приносят потомство не реже одного раза в год. Размножение происходит круглый год. Беременность длится от пяти до шести месяцев. Длина новорожденных составляет 12—15 см. В помёте бывает от 6 до 18 акулят. Самцы достигают половой зрелости при длине 24—36 см, а самки — 33—35 см. Половая зрелость наступает в возрасте от шести месяцев до года. Продолжительность жизни оценивается в 5 лет у самцов и 6 у самок.

## Взаимодействие с человеком
Жёлтая остроносая акула не представляет опасности для человека. Этот вид является объектом кустарного и промышленного рыболовства по всему ареалу. Акул ловят фиксированными и плавающими жаберными сетями, ярусами, донными сетями, ловушками, тралами и на крючок. Мясо используют в пищу и в качестве приманки для рыбной ловли. Плавники идут в суп, отходы перерабатывают в рыбную муку.
Несмотря на это коммерческое значение, в целом статистика по добыче жёлтой остроносой акулы отсутствует. В 1996 году было обнаружено, что это наиболее распространенный вид прибрежных акул на китайском рынке, также эту акулу активно ловят у берегов северной Австралии. Значительное число ловят в Пакистане и Индии. Кроме того, эти акулы попадают в жаберные сети в качестве прилова, особенно, у берегов Калимантана.
Международный союз охраны природы оценил статус сохранности этого вида, как «Близкий к уязвимому положению» (NT). Сравнительно короткий репродуктивный цикл позволяет популяции оставаться стабильной, но эти акулы подвергаются негативному антропогенному воздействию, ухудшающему условия их обитания.